# Třída Almirante Pereira da Silva
Třída Almirante Pereira da Silva byly protiponorkové fregaty portugalského námořnictva. Postaveny byly celkem tři jednotky této třídy. Jednalo se o modifikovanou verzi americké třída Dealey, která se lišila zejména výkonnější klimatizací a odlišnou protiponorkovou výzbrojí (protiponorkový raketomet Bofors namísto amerického Weapon Alfa). Všechny byly ze služby vyřazeny roku 1989.

## Stavba
Celkem byly postaveny tři jednotky této třídy. První dvě jednotky postavila portugalská loděnice Lisnave v Lisabonu a třetí loděnice ENVC ve Viana do Castelo.
Jednotky třídy Almirante Pereira da Silva:
| Jméno                              | Založení kýlu    | Spuštěna         | Dodání             | Status         |
| ---------------------------------- | ---------------- | ---------------- | ------------------ | -------------- |
| Almirante Pereira da Silva (F472)  | 14. června 1962  | 2. prosince 1963 | 20. prosince 1966  | Vyřazena 1989. |
| Almirante Gago Coutinho (F473)     | 2. prosince 1963 | 13. srpna 1965   | 29. listopadu 1967 | Vyřazena 1989. |
| Almirante Magalhães Correia (F474) | 30. srpna 1963   | 26. dubna 1965   | 4. listopadu 1968  | Vyřazena 1989. |

## Konstrukce

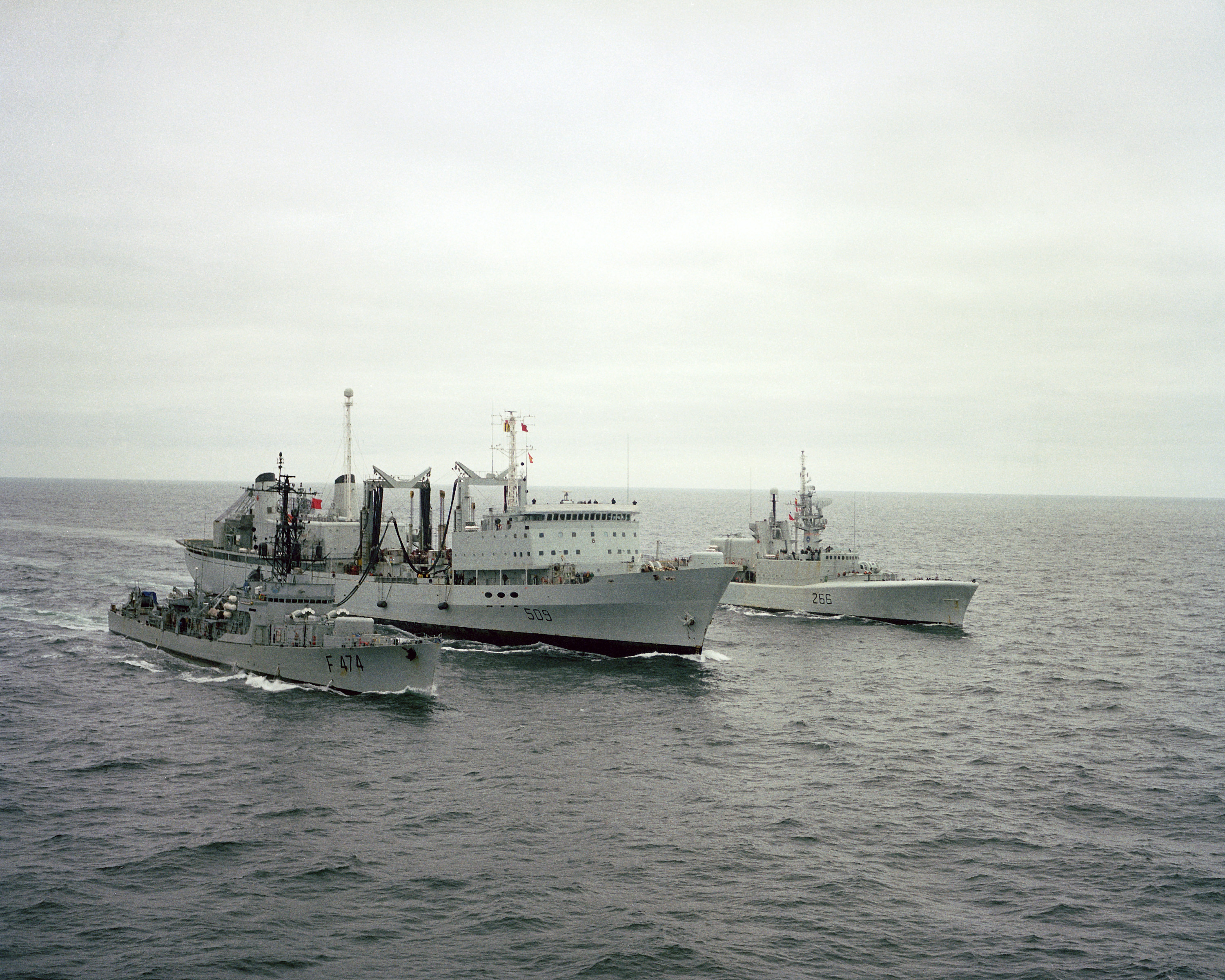
Admiral Magalhães Correia (F474) s kanadskou zásobovací lodí HMCS Protecteur (AOR-509) a torpédoborcem HMCS Nipigon (266)

Lodě nesly hladinový vyhledávací radar MLA-1B, taktický radar typu 978, navigační radar RM-316P, systém řízení palby AN/SPG-34 a sonar (každá jednotka měla jiný – první SQS-31, další SQS-32 a poslední SQS-33). Výzbroj tvořily čtyři 76mm kanóny a dva čtyřhlavňové 375mm protiponorkové raketomety Bofors. Pohon zajišťovala jedna turbína a dva kotle. Nejvyšší rychlost dosahovala 26 uzlů. Dosah byl 8000 km při 15 uzlech.